# Obří hrad
Obří hrad je hradiště z doby halštatské u osady Popelná (část obce Nicov) na Šumavě. Lokalita přísluší do katastrálního území Studenec u Stach. Hradiště je od roku 1958 chráněno jako kulturní památka ČR.

## Poloha

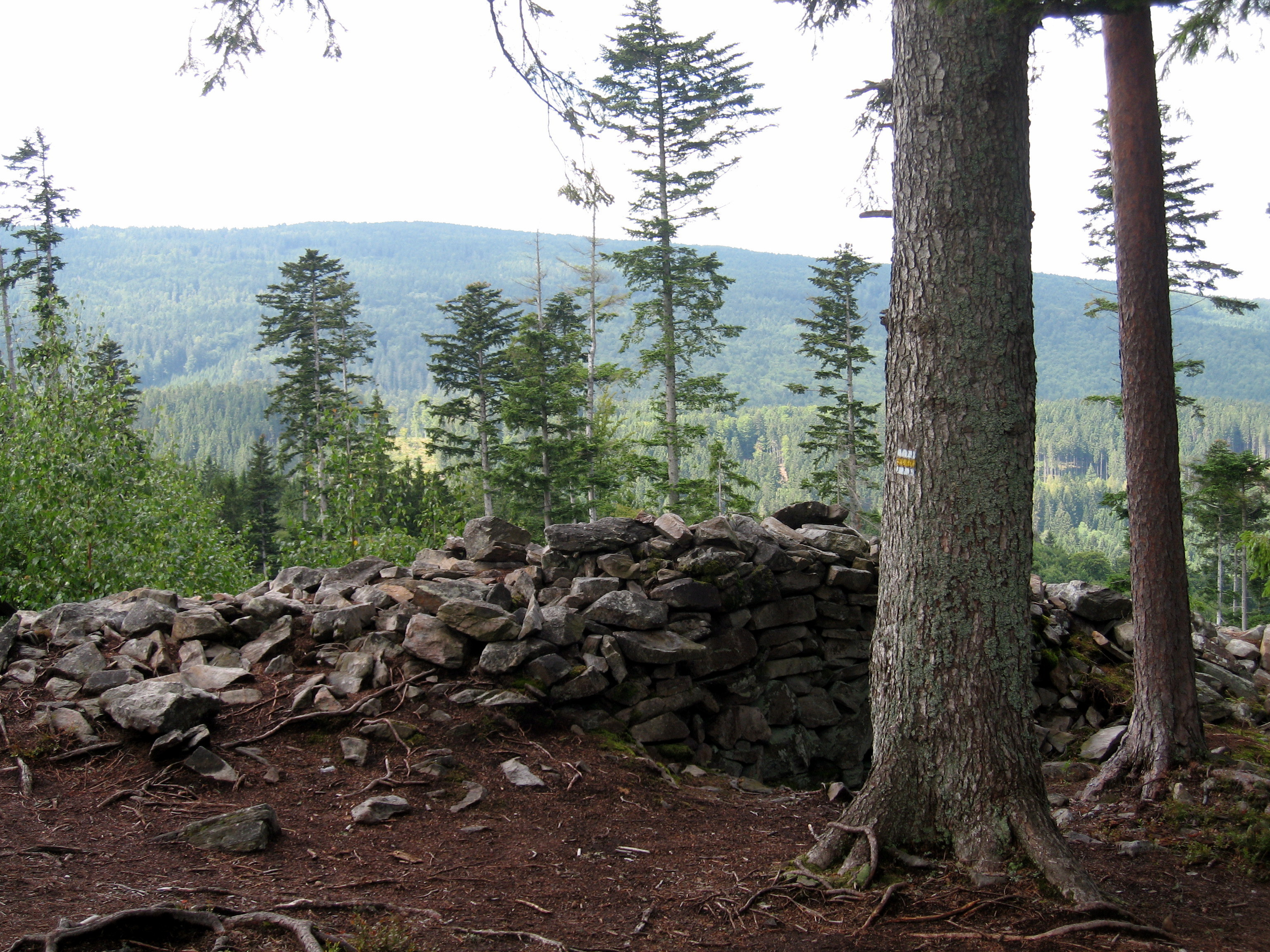
Turistická stezka vedoucí na Obří hrad

Obří hrad se nachází na strmém ostrohu vrchu s příznačným názvem Valy (1010 m n. m.) nad osadou Popelná na Šumavě. Hradiště není na samotném vrcholu kopce, ale na skalním ostrohu o nadmořské výšce 940–980 m, který je dobře dostupný pouze z jižní strany. Ze severu a východu je ostroh obtékán říčkou Losenicí. Je to nejvýše položené pravěké hradiště v Čechách. Panuje zde horské klima – sníh se zde často udrží od října do května.

## Opevnění

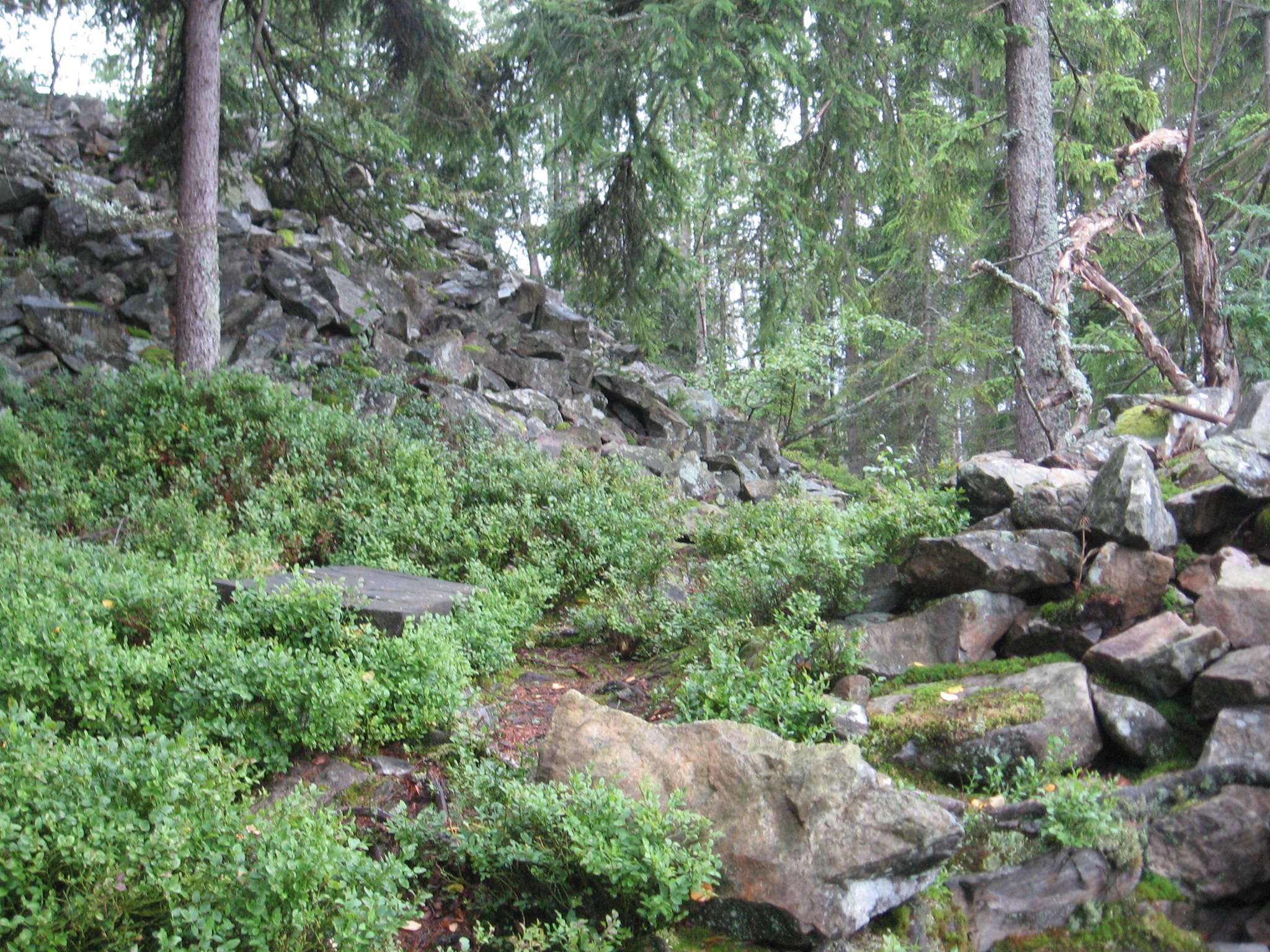
Ruiny bývalého keltského hradiště

Zachovaly se zde zbytky mohutného opevnění na půdorysu 370 × 80 m s delší stranou v severojižním směru. Valy jsou dodnes patrné v předhradí i kolem hradiště samotného. Na jednom místě je dokonce zachována původní vnější zeď hradby. Jde o jednu z nejstarších dochovaných staveb na českém území.
Hradby byly zbudovány z místního materiálu dostupného na nedalekých suťových polích. Vnější konstrukci valu tvořily dvě zdi z pečlivě vyskládaných (lícovaných) kamenů. Prostor mezi nimi pak byl vyplněn menšími kameny a sutí. Vzniklá hradba byla 3–4 m široká a 3–5 m vysoká. Dřevěná nástavba na hradbě není vyloučena.
Ze snáze přístupné jižní strany bylo hradiště chráněno opevněným předhradím s vyvýšeným skalním srubem na jižní straně, který patrně sloužil jako hláska. Vnitřní hradiště Obřího hradu ("Akropole") se nacházelo na severní straně návrší a kromě strmých svahů bylo chráněno ještě dvojitou kamennou hradbou. Celková plocha hradiště byla 2,6 ha, z toho 1,9 ha tvořilo předhradí a 0,7 ha pak samo vnitřní hradiště.

## Historie
Již první archeologický výzkum z počátku 20. století zde odhalil pozůstatky z doby halštatské. Později zde proběhl společný archeologický a geologický průzkum Národního muzea a Ústavu pro mechaniku hornin Akademie věd v Praze.
Z naprosté absence nálezů souvisejících s osídlením se usuzuje, že hradiště nebylo trvale obydleno. Nebyly nalezeny téměř žádné předměty po jeho obyvatelích, ani po jeho stavitelích. Mezi hypotézy, kterými se tato nálezová situace vysvětluje, patří možnost, že tato pevnost sloužila jako posvátný prostor.

## Turistika

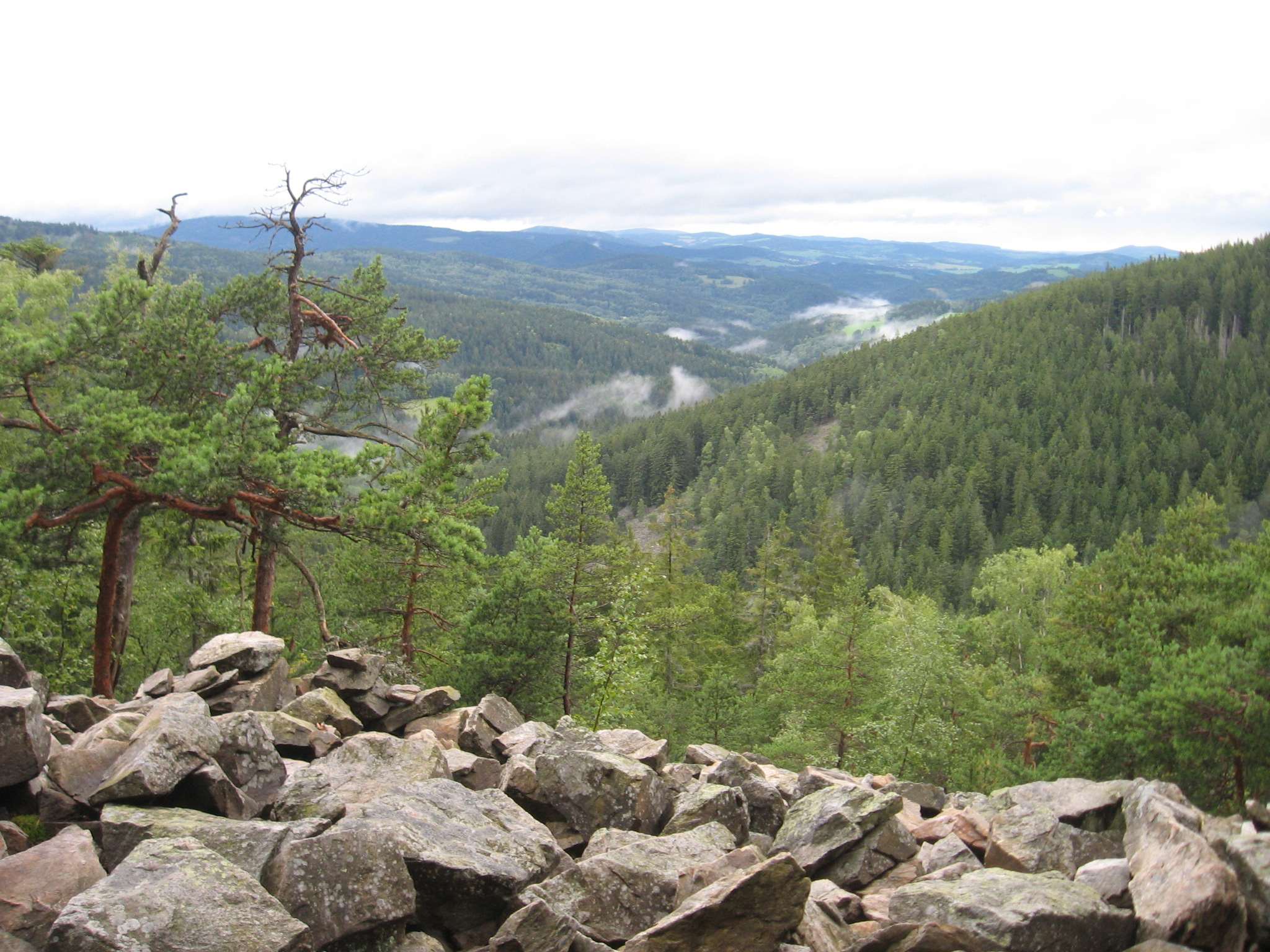
Pohled z Obřího hradu přes kamenné moře západním směrem

Ze severní části hradiště je nádherný výhled přes kamenná pole do údolí říčky Losenice. Podle středověké pověstí si zde šumavští obři postavili ze skal a balvanů svůj hrad.
Žlutá turistická značka z Popelné překonává na cestě k hradišti výškový rozdíl 120 m. Na hradišti je značen poznávací okruh s informačními tabulemi.